# Asprocottus korjakovi
Asprocottus korjakovi är en fiskart som beskrevs av Valentina Grigorievna Sideleva 2001. Asprocottus korjakovi ingår i släktet Asprocottus och familjen Abyssocottidae. Inga underarter finns listade.